# 川上喜久子
川上 喜久子(かわかみ きくこ、1904年（明治37年）11月23日 - 1985年（昭和60年）12月4日）は、日本の小説家。旧姓は篠田。第11回文學界賞受賞者。芥川賞の候補にもなった。

## 経歴・人物
静岡県小笠郡出身。平壌高等女学校、山脇高等女学校専攻科卒業。父は京城帝国大学総長などを務めた篠田治策である。
山脇高女卒業後には歌人の与謝野晶子に師事し、文芸の道に進む。23歳の1927年（昭和2年）に大阪朝日新聞の懸賞短編小説に応募した「或る醜き美顔術師」が入選し商業誌デビュー。同時入選には石川達三や平林たい子がいた。1924年(大正13年)から1931年(昭和6年)までの7年間は夫とともに朝鮮半島に居住していたが、本格的に作家業を開始してからは鎌倉市宅間ヶ谷に住んだという。
その後は『文學界』を中心に活動し、1936年（昭和11年）には「滅亡の門」（『文學界』1936年11月号）で第11回文學界賞を受賞。また同時に「滅亡の門」と「歳月」（『文學界』1936年8月号）は1936年下半期の第4回芥川賞候補となっている。翌1937年（昭和12年）には朝鮮を舞台とした「光仄かなり」を発表するが、戦争嫌悪の感情が書かれていたことから削除を命じられ、発売中止となった。ちなみに1937年度上半期の第5回芥川賞でも彼女の作品（複数）が候補作となっている。

## 家族
- 父篠田治策
- 夫の川上十郎（1895年生）は東洋拓殖の社員で、実家は新潟県長岡市の豪商[3][4][5]。
- 義兄（姉喜代子の夫）に野口明 (教育者)
- 姪（姉と野口の子）の民子は土田国保の妻。土田・日石・ピース缶爆弾事件で爆死した。

## 書籍
- 滅亡の門 : 小説集 (第一書房、1939年)
  - 新装版 (光文社、1947年)
- 白銀の川 (新潮社、1939年12月)
- 花園の消息 : 小説集 (第一書房、1942年)
- 光仄かなり (光文社、1947年)
- サタンの族 (文潮社、1948年)
- 虹の女 (鷺ノ宮書房、1948年)
- 陽炎の挽歌 (昭和出版、1979年)
- フィリピン回想 (西武百貨店、1984年)
- 影絵文様 (丸ノ内出版、1985年8月)

## 寄稿
- 「黃金の釘」 - 『明星』 1(1)(1921年11月) 第二期 (復刻 明星)
- 「小鳥」 - 『明星』 1(2) (1922年)
- 「或る醜き美顏術師」 - 『群青 : 朝日新聞社懸賞当選短篇小説集』 (朝日新聞社編、1928年)
- 「歳月」 - 『文學界』1936年8月号
- 「滅亡の門」 - 『文學界』1936年11月号
- 「冬日の影」
- 「木槿咲く國」
- 「光仄かなり」 - 『文學界』1937年2月号
- 「白路記」 - 『文藝』1937年4月号
- 「鄕愁」 - 『文學界』1937年6月号
- 「彩雲」
- 「山靈」 - 『政界往来 = Political journal』 12(4) (政界往来社、1941年4月)
- 「花園の消息」
- 「慾」
- 「立春・蕗の薹」
- 「童女像」
- 「孝不孝橋」
- 「生命の川」
- 「大塊老人」
- 「出稼ぎの比島人」 - 『南洋經濟研究』 6(7) (南洋經濟研究所、1943年7月)
- 「伸びゆく開拓事業」 - 『伸びゆく開拓地と女性』(大東亞省滿洲事務局、1944年)
- 「世界名作物語 家無き兒」 - 『少国民世界』 2(4) (国民図書刊行会、1947年4月)
- 「紅芙蓉」 - 『婦人生活』 1(2) (婦人生活社、1947年6月)
- 「陽炎の挽歌」 - 『婦人文庫』 2(7) (鎌倉文庫、1947年7月)
- 「季題による詩・隨筆特輯 夕顔」 - 『風花』 1(3) (風花書房、1947年8月)
- 「野の花」 - 『婦人倶楽部』 28(8) (講談社、1947年8月)
- 「サタンの族」 - 『文潮 : 小説季刊』第2輯 (1948年)
- 「和歌・雪｣ - 『婦人倶楽部』 29(2) (講談社、1948年2月)
- 「黃金の釘(歌の鑑賞)」 - 『ひまわり』 2(4) (ひまわり社、1948年4月)
- 「まぼろしの美女」 - 『少女クラブ』 26(6) (講談社、1948年6月)

- 「短歌・秋の花々」 - 『ひまわり』 2(10) (ひまわり社、1948年10月)
- 「名歌鑑賞 万葉おとめ」 - 『少女クラブ』 27(1) (講談社、1949年1月)
- 「きさらぎ椿」 - 『ひまわり』 3(2&3合併号) (ひまわり社、1949年2月)
- 「嫁入仕度」 - 『美しい暮しの手帖』 S24(4) (暮しの手帖社、1949年7月)
- 「色卽是空」 - 『婦人文庫』 4(7) (鎌倉文庫、1949年7月)
- 「とうとい贈物」 - 『少女クラブ』 27(12) (講談社、1949年12月)
- 「少女小說･山茶花の家」 - 『少女の友』 43(1) (実業之日本社、1950年1月)
- 「水鄕の少女」 - 『ひまわり』 4(3) (ひまわり社、1950年3月)
- 「二つの緣談」 - 『令女界』 28(5) (宝文館、1950年5月)
- 「虹を描く少女(1)」 - 『ひまわり』 5(1) (ひまわり社、1951年1月)
- 「虹を描く少女(2)」 - 『ひまわり』 5(2) (ひまわり社、1951年2月)
- 「虹を描く少女(3)」 - 『ひまわり』 5(3) (ひまわり社、1951年3月)
- 「随筆・疑えぬ誠實」 - 『婦人生活』 5(4) (婦人生活社、1951年4月)
- 「虹を描く少女(4)」 - 『ひまわり』 5(4) (ひまわり社、1951年4月)
- 「虹を描く少女(5)」 - 『ひまわり』 5(5) (ひまわり社、1951年5月)
- 「虹を描く少女(6)」 - 『ひまわり』 5(6) (ひまわり社、1951年6月)
- 「想い出-忘れられない夏休み」 - 『ひまわり』 5(7) (ひまわり社、1951年7月)
- 「虹を描く少女(7)」 - 同上
- 「虹を描く少女(8)」 - 『ひまわり』 5(8) (ひまわり社、1951年8月)
- 「虹を描く少女(9)」 - 『ひまわり』 5(9) (ひまわり社、1951年9月)
- 「虹を描く少女(10)」 - 『ひまわり』 5(10) (ひまわり社、1951年10月)
- 「指宿の香欒」 - 『温泉』 19(11) (日本温泉協会、1951年11月)
- 「七夕の歌」 - 『ひまわり』 6(7) (ひまわり社、1952年7月)
- 「新婚夫婦におくる言葉」 - 『婦人生活』 8(6) (婦人生活社、1954年6月)
- 「心の宝石」 - 『婦人生活』 10(5) (婦人生活社、1956年5月)
- 「心の宝石」 - 『婦人生活』 11(2) (婦人生活社、1957年2月)
- 「女の城となるには」 - 『食生活』 61(1) (国民栄養協会、1961年1月)
- 「遠き思い出」 - 『平壌高女の思い出』 (平川武士/編、楽浪同窓会 ; 第1集、1968年)
- 「むらさき日記」 - 『案山子』 (3) (現代文芸社、1968年7月)
- 「過去への旅」 - 『新潮』 70(2) (新潮社、1973年2月)
- 「歌人寸描」 - 『短歌現代 : 総合短歌雑誌』 8(7) (短歌新聞社、1984年7月)